# Sân bay Jalaluddin
Sân bay Jalaluddin là một sân bay ở thành phố Gorontalo, Gorontalo, Indonesia (IATA: GTO, ICAO: WAMG). Sân bay này có 1 đường băng dài 2258 m bề mặt nhựa đường.

## Các hãng hàng không và các tuyến điểm
Hiện đang có các hãng hàng không sau đang hoạt động tại sân bay này:
- Lion Air (Ujung Pandang, Karawang, Pandeglang, Mạlengka)
- Sriwijaya Air (Davao, Manado, Ujung Pandang, Karawang, Pandeglang, Mạlengka)
- Garuda Indonesia (Manado, Jakarta Barat, Karawang, Pandeglang, Mạlengka)